# Pino Betancor Álvarez
Pino Betancor Álvarez (Madrid, 1928-Las Palmas de Gran Canaria, 2003) fue una poeta española. Nació en Sevilla, de padre canario, pero fue registrada como madrileña el 1 de mayo de 1928 debido al inmediato traslado de su familia a esta ciudad. Falleció en Las Palmas de Gran Canaria.
Desde muy joven demostró sus cualidades artísticas para la escritura, la danza, el canto y la representación. A los dieciocho años de edad hizo su presentación literaria recitando el poema “El extranjero” en el Ateneo de Madrid.
En 1950 decidió visitar las islas por primera vez para conocer a su familia paterna, de origen canario. En este viaje conoció al poeta José María Millares Sall, con quien se casó dos años más tarde.
Se trasladaron a Madrid por las presiones que la dictadura ejercía sobre su marido. Allí vivieron hasta su regreso definitivo a la ciudad de Las Palmas de Gran Canaria en 1973.  Desde ese momento colaboró en diversos periódicos y revistas locales.
Falleció el 3 de enero del 2003 en Las Palmas de Gran Canaria, a la edad de 75 años.

## Obra
«El mundo lírico de Pino Betancor, expresado en formas y ritmos clásicos, quedó definido por su temática amorosa y su notable sensualidad» Desde muy pronto manifestó las señas de identidad que caracterizarían su obra: un manejo perfecto de la rima, del ritmo y la cadencia, una lírica emotiva y sensual, un contenido amoroso y romántico que destila su acentuada pasión de vivir.
Su amor por la vida se refleja en su poesía sencilla, cercana y emotiva que habla de hechos cotidianos, preocupaciones sociales, recuerdos, objetos, etc.

### Libros publicados
- Manantial de silencio. (1951). Las Palmas de Gran Canaria: Planas de poesía.
- Las moradas terrestres. (1952). Las Palmas de Gran Canaria: Planas de poesía.
- Cristal. (1956). Las Palmas de Gran Canaria: Imprenta Lezcano.
- Los cantos diversos. (1956)
- Los caminos perdidos. (1962).Las Palmas de Gran Canaria: [s.n.].
- Palabras para un año nuevo. (1977). Madrid: Taller Ediciones JB.
- Las oscuras violetas. (1987).Las Palmas de Gran Canaria : Alegranza.
- Las playas vacías.(1991). Canarias: Viceconsejería de Cultura y Deportes.
- Nada más que esa luz. (1995). Barcelona: Café Central.
- Luciérnagas. (2000). Las Palmas de Gran Canaria : [Universidad], 2000.
- Las dulces viejas cosas. (2001).  Las Palmas de Gran Canaria : El Museo Canario.
- La memoria encendida : (poesía inédita). (2003). Tenerife: Baile del Sol.
- Pino Betancor [Grabación sonora]. (2003). Las Palmas de Gran Canaria : Cabildo de Gran Canaria.
- Poemas. (2004).  Santa Cruz de Tenerife : InterSeptem.

### Libros inéditos
- Canciones para un pueblo (1950-?).

- El alba detenida (1956-58).

- Sonetos clandestinos a España (1955-70).

- Dejad crecer la hierba (1983).

### Colaboraciones
- Homenaje a Maupassant, Ed. Col. Planas de poesía, Las Palmas, 1950.
- Colaboraciones junto a su esposo, José María Millares, en algunos ya clásicos temas del folklore y de la identidad grancanaria con temas como Campanas de Vegueta y De belingo.